# Отрадный (Киев)
Отра́дный (укр. Відра́дний) — историческая местность Киева, бывший хутор, жилой массив и промышленная зона в Соломенском районе.

## Введение
Жилой массив Отрадный простирается между Отрадным проспектом, бульваром Ва́цлава Га́вела и Гарматной улицей; промышленная зона — между улицей Николая Василенко, бульваром Вацлава Гавела и железными дорогами Киев—Ковель и Киевским железнодорожным кольцом.
На массиве находится парк «Отрадный» (между улицей Героев Севастополя и проспектом Отрадный), парк «Орлёнок», частный сектор и пятиэтажки, которые тянутся вдоль шоссе до границы Соломенского района.
Отрадный прилегает к местностям Борщаговка, Галаганы, Грушки и Караваевы дачи. По границе между массивами Отрадный и Караваевы дачи (вдоль железнодорожной ветки) протекает речка Лыбедь. А в парке «Отрадный» берёт начало один из её притоков — ручей Отрадный.

## История

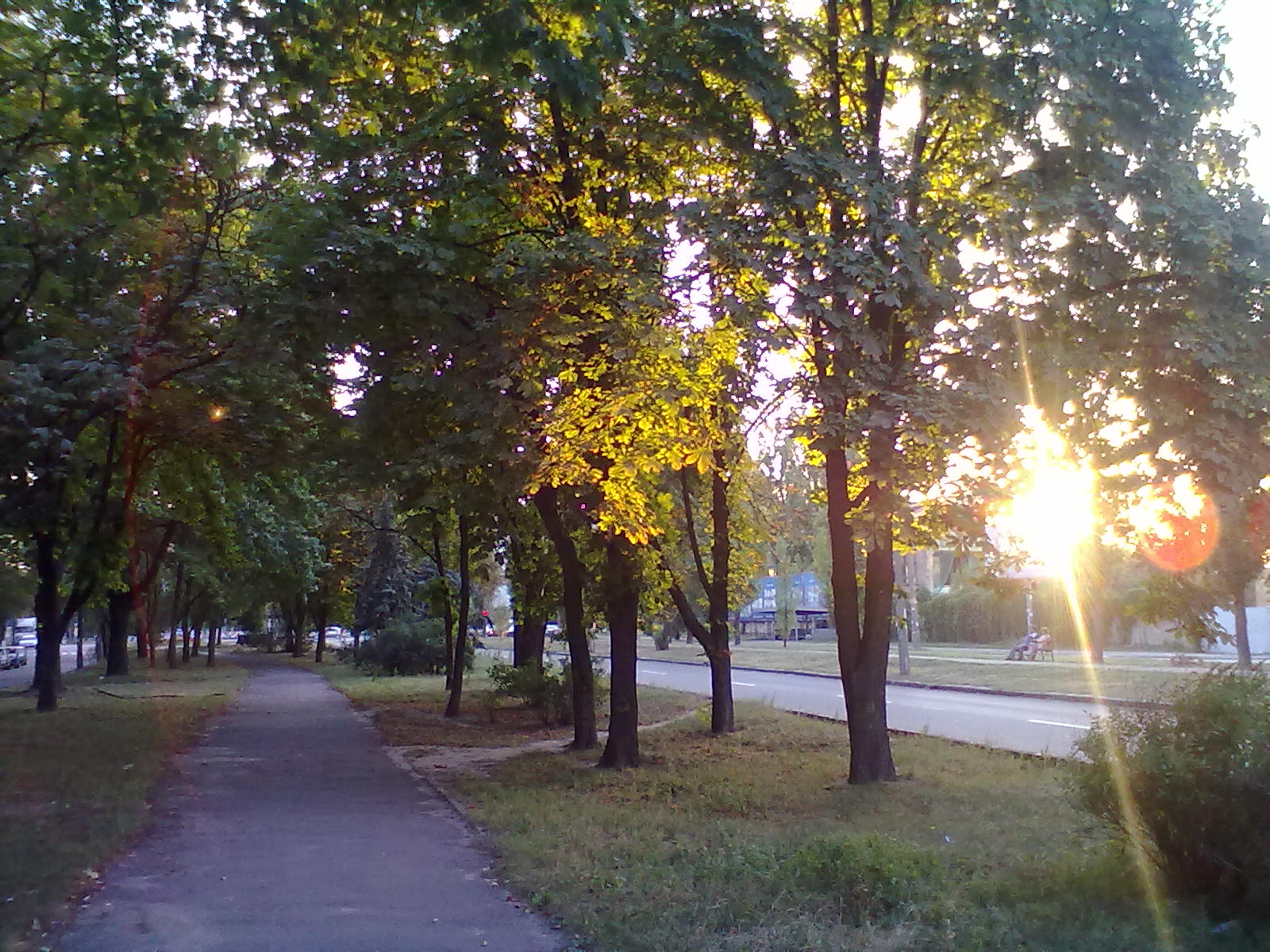
Аллея на бульваре Вацлава Гавела (близ перекрёстка с ул. Н. Василенко)

Возник как хутор в 1914 году после выкупа этих земель киевским коллежским регистратором К. Л. Яниховским (ему и принадлежит название «Отрадный», одна из улиц была названа его именем Константиновской — ныне улица Радищева). Хутор располагался на территории современной промышленной зоны, между улицами Козелецкой и Радищева, вдоль переулка Радищева. В 1932—1937 годах хутор входил в состав Киевской пригородной черты. В составе Киева хутор оказался в 1938 году.
С началом Великой Отечественной войны через хутор Отрадный в июле-сентябре 1941 года проходила 3-я линия обороны города Киева, и именно в парковой зоне дислоцировались подразделения материально-технического обеспечения 206-й стрелковой дивизии, которая вела бои на подступах к Киеву. Тут же дислоцировались пять истребительных батальонов и девять рот народного ополчения, всего девятнадцать тысяч бойцов народного ополчения. После второго штурма Киева, начатого 16 сентября 1941 года войсками 29-го армейского корпуса вермахта, противник захватил Киев 19 сентября. К тому моменту войска 37-я армии Юго-Западного фронта получили приказ-разрешение на оставление города Киев и Киевского укрепрайона и основными силами уже находились на левом берегу Днепра. Передовые отряды 299-й пехотной дивизии немцев днём 19 сентября прошли через хутор Отрадный, проводя зачистку района от отставших красноармейцев, опоченцев и задерживая лишь дезертиров и перебежчиков.
Во время оккупации Киева в парковой зоне «Отрадного» действовали подпольные группы Октябрьского подпольного РК КП(б)У. А во время наступления 5 ноября 1943 года танкисты 22-й гвардейской танковой бригады неподалёку от хутора Отрадного встретились с воинами 1-й отдельной Чехословацкой бригады полковника Людвика Свободы, которые позднее вели ожесточённые бои в направлении железнодорожного вокзала. Проводником чехословацких танкистов была молодая киевлянка Лида Уваренко, которая жила в Железнодорожном районе по улице Урицкого.
После войны начинается благоустройство района. Промышленная зона Отрадного была застроена в течение 1950—1960-х годов, а жилой массив — в 1959—1965 годах. Старая застройка была снесена во второй половине 1960-х годов. Авторами проекта жилмассива стали архитекторы Н. М. Скрибицкий, В. И. Сусский, А. Д. Корнеев, Е. П. Репринцева и А. И. Заваров. Массив был застроен пяти- и девятиэтажными домами. Центральным пунктом архитектурной композиции стал парк «Отрадный», тогда назвывавшийся парк «Грушки». Кроме того в 1967 году был построен кинотеатр «Отрадный», в 1984 году переименованный в «Тампере» (в честь финского города-побратима Тампере). Общая площадь обустроенного Отрадного составляет около 113 гектаров.
В 1970-е года через проспект Космонавта Комарова прошла линия скоростного трамвая. Это была первая в СССР линия скоростного трамвая, чьё наземное полотно было полностью обособлено от автомобильной части проспекта.

## Школы
- Гимназия-интернат № 13
- Средняя общеобразовательная школа № 22
- Специализированная школа № 173
- Специализированная школа № 52
- Средняя общеобразовательная школа № 54
- Средняя общеобразовательная школа № 161
- Лицей «Престиж»
- Средняя общеобразовательная школа № 174
- Авиакосмический лицей Национального авиационного университета
- Средняя общеобразовательная школа № 26
- Средняя общеобразовательная школа № 67
- Средняя общеобразовательная школа № 46
- Средняя общеобразовательная школа № 12

## Изображения

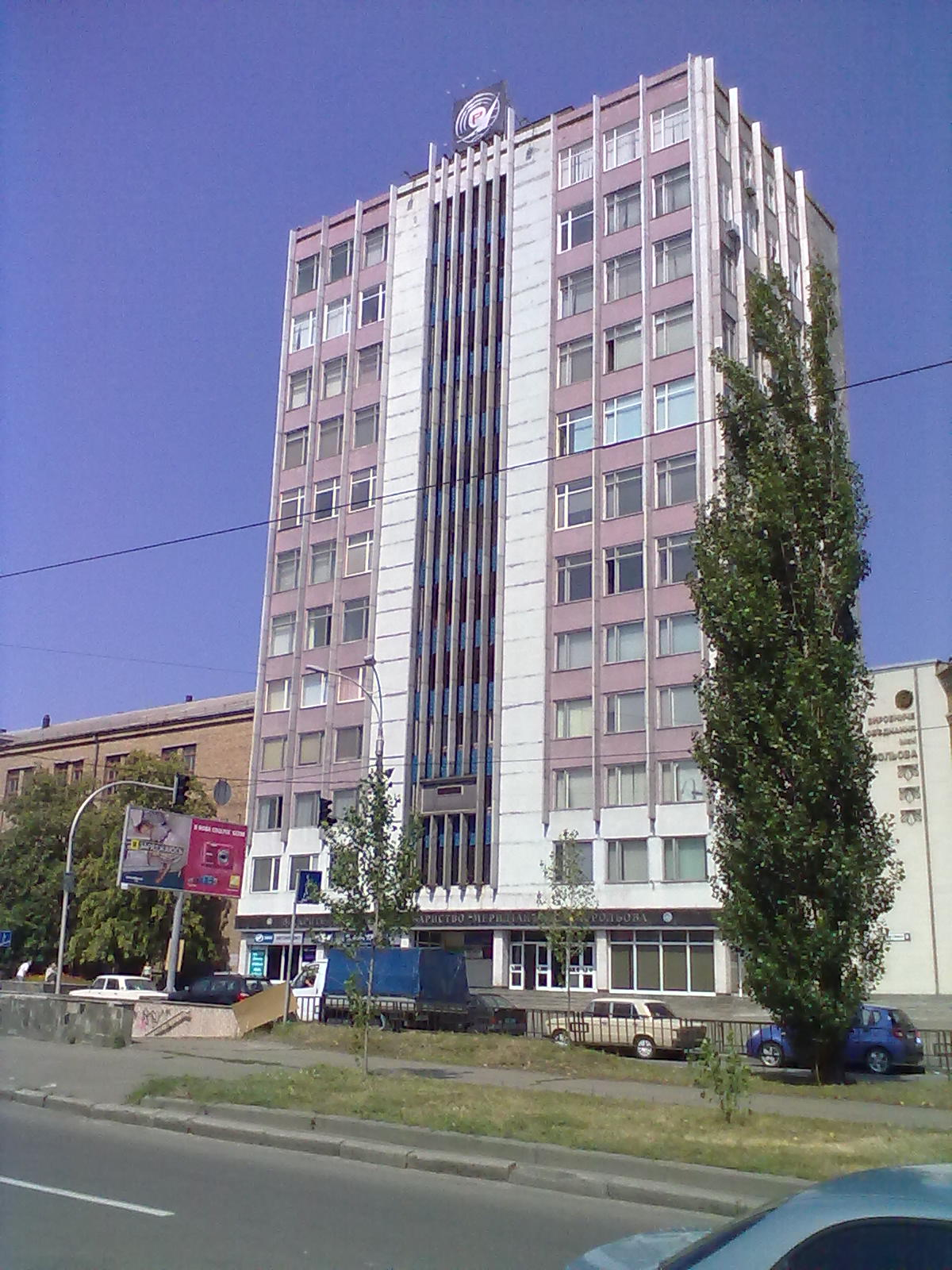
Проходная производственного объединения имени Королева, бульв. Вацлава Гавела
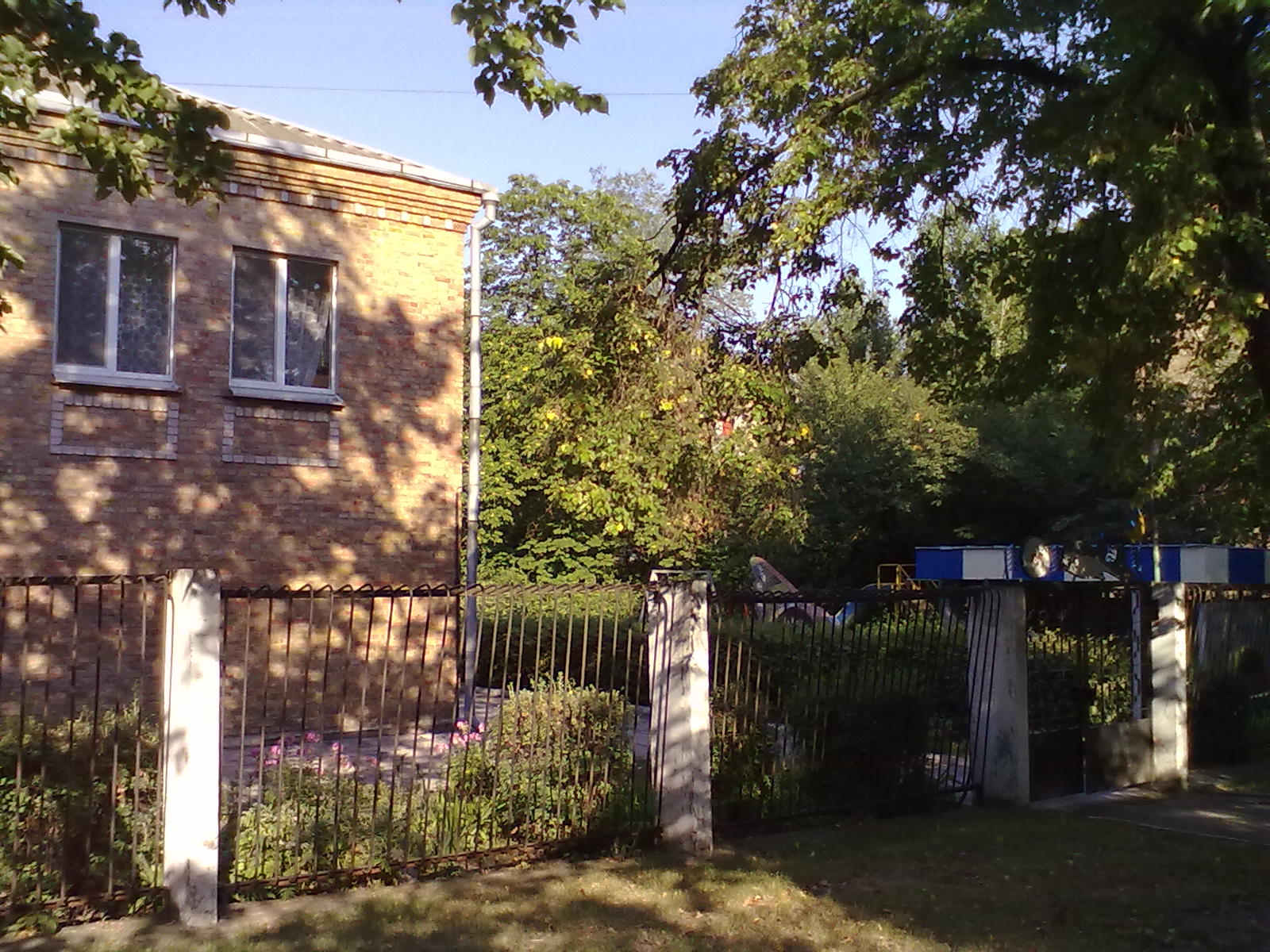
Детский сад «Дельфин» № 334 по ул. Героев Севастополя
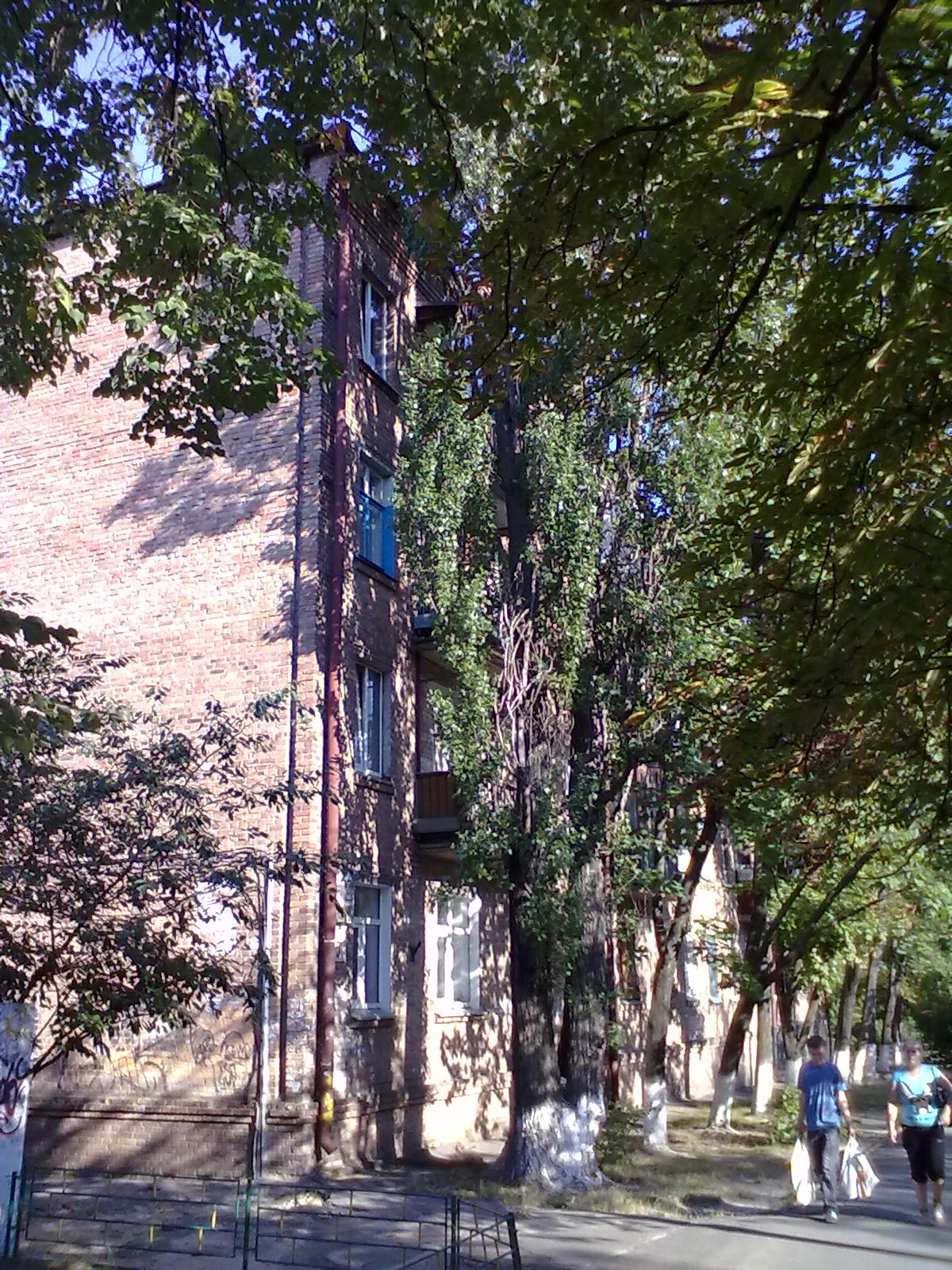
Жилой дом № 5 по ул. Героев Севастополя
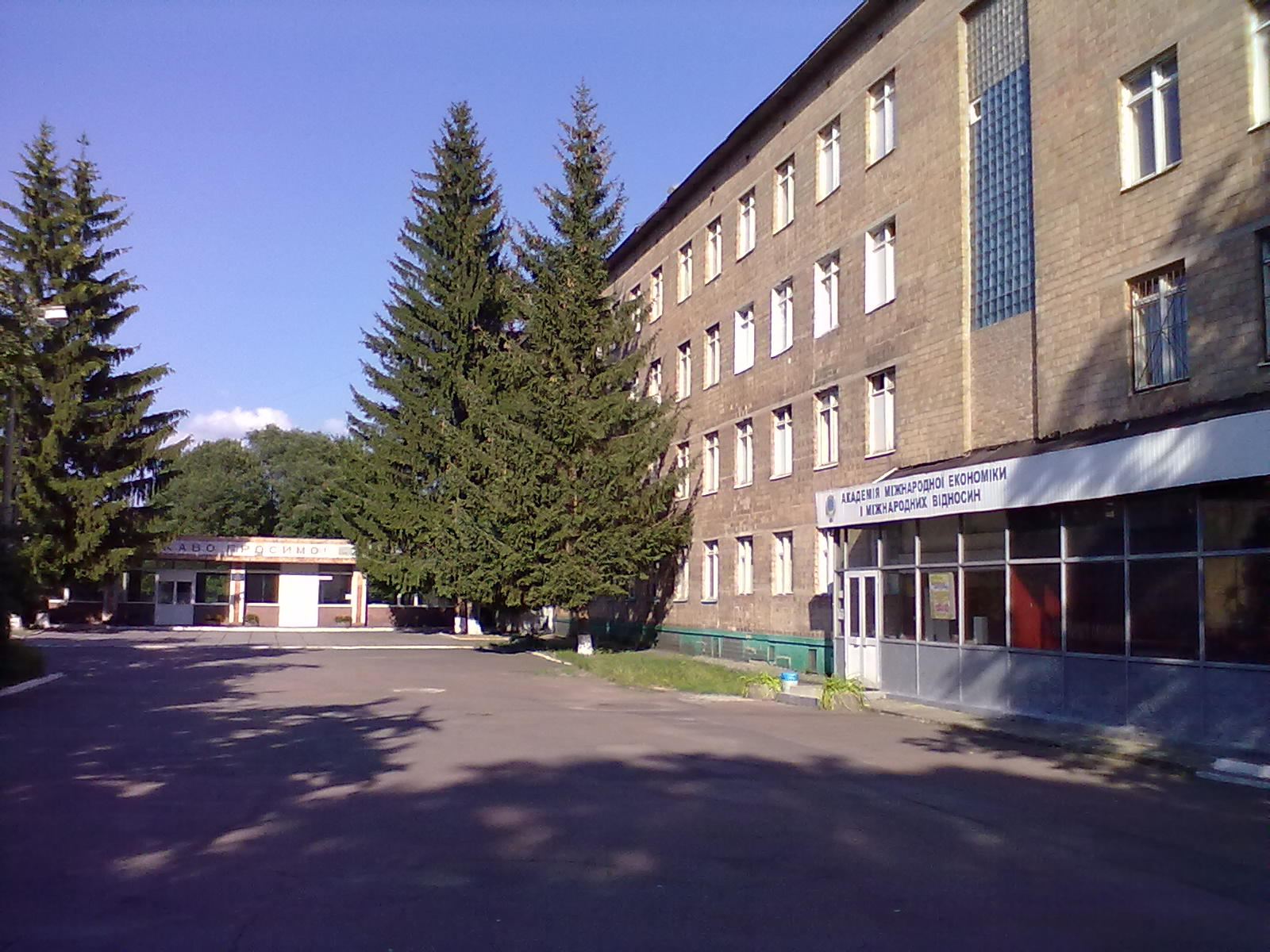
Школа № 67 по ул. Героев Севастополя (вид на вход)
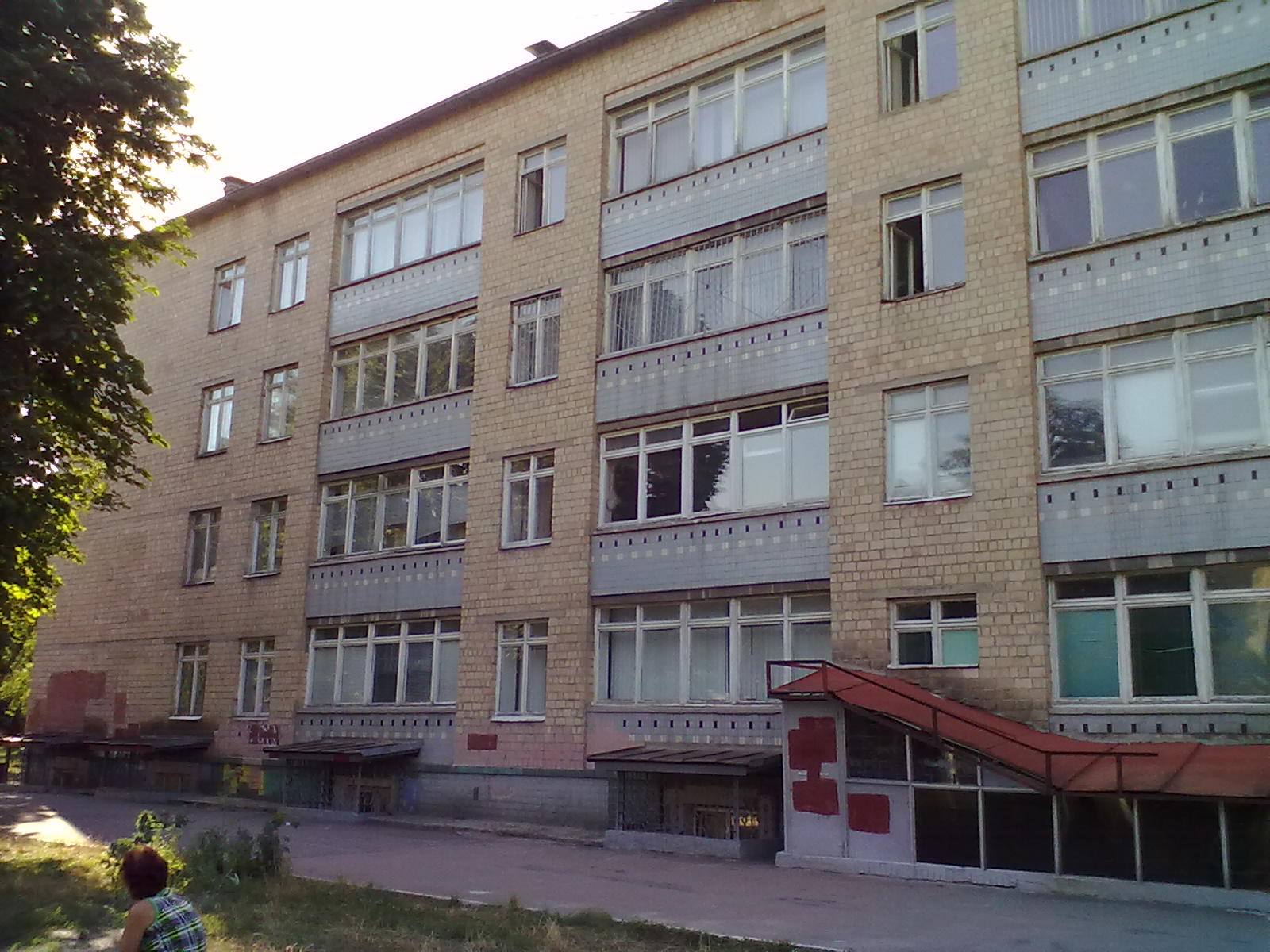
Школа № 67 по ул. Героев Севастополя
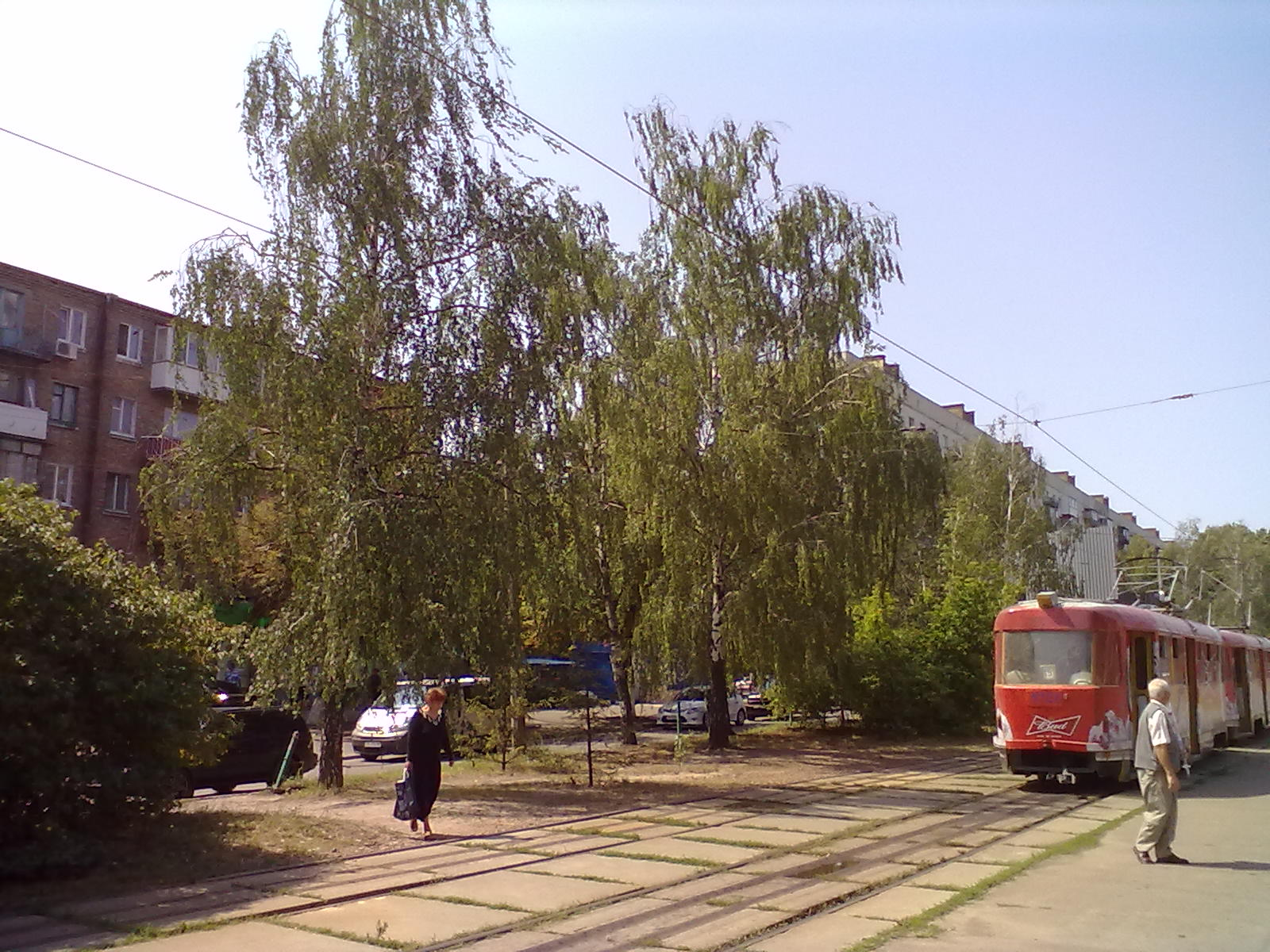
Остановка травмвая № 14 «Улица Героев Севастополя»
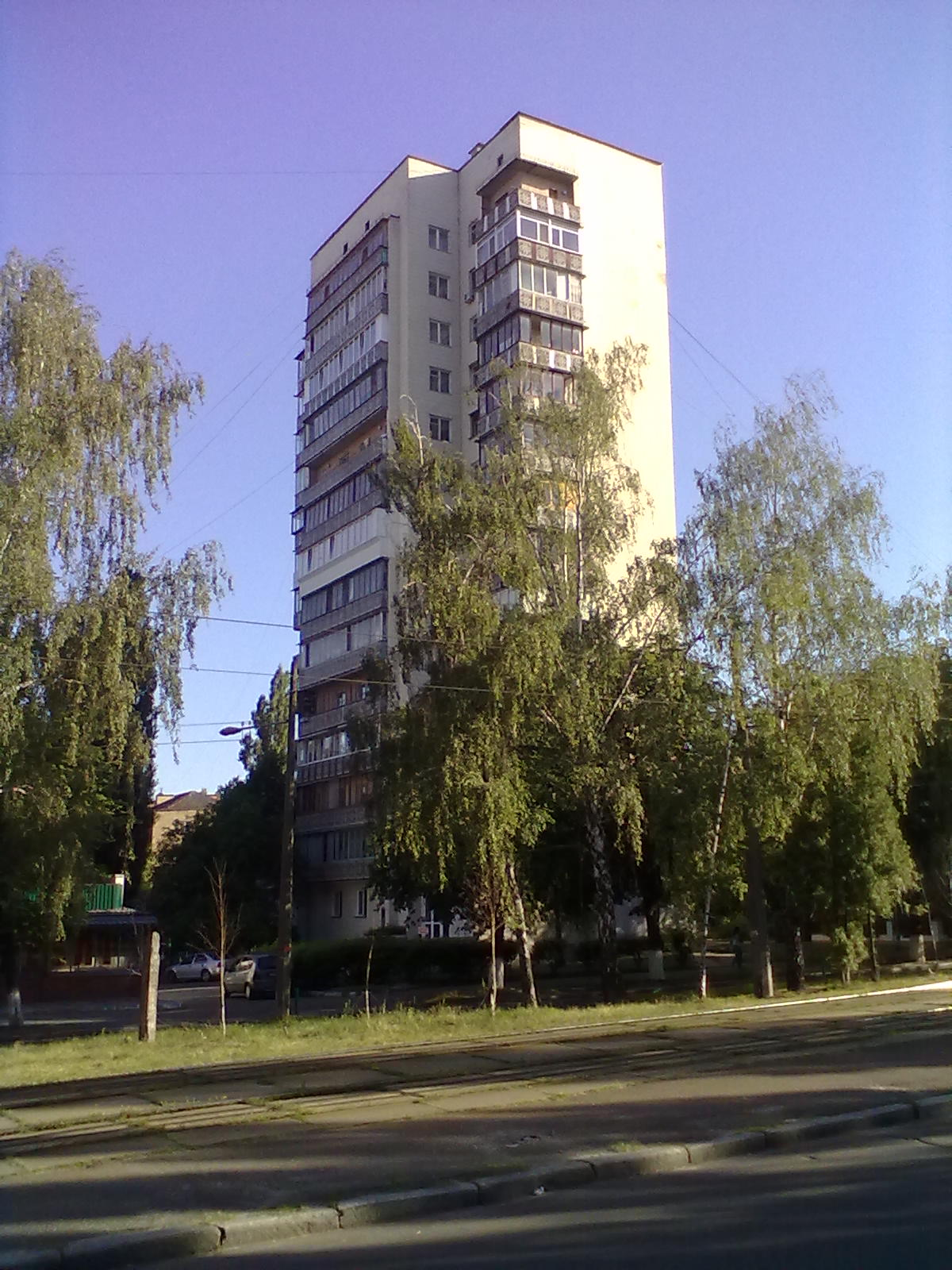
Дом № 27 по бульвару Вацлава Гавела, Киев
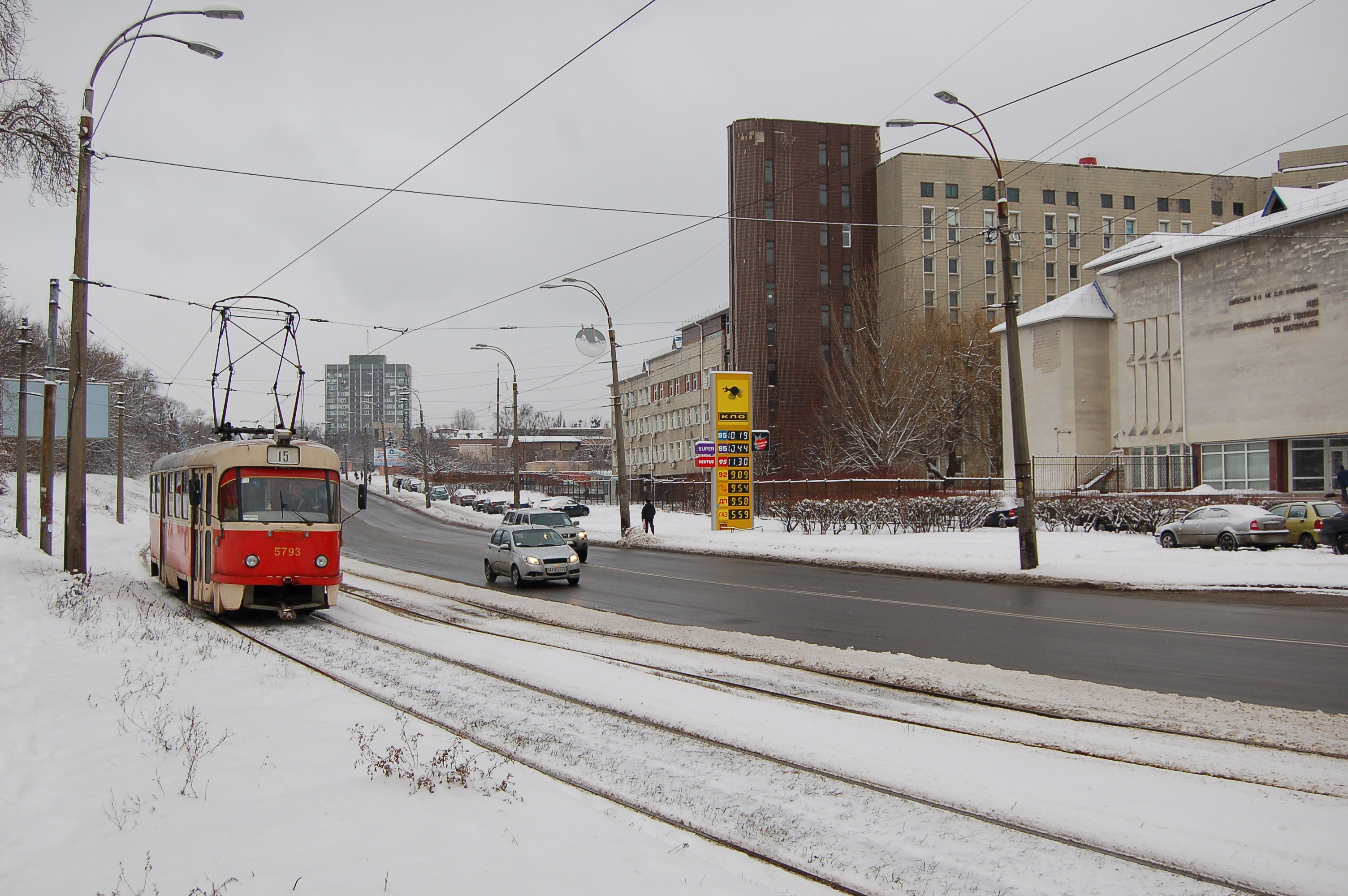
Улица Николая Василенко
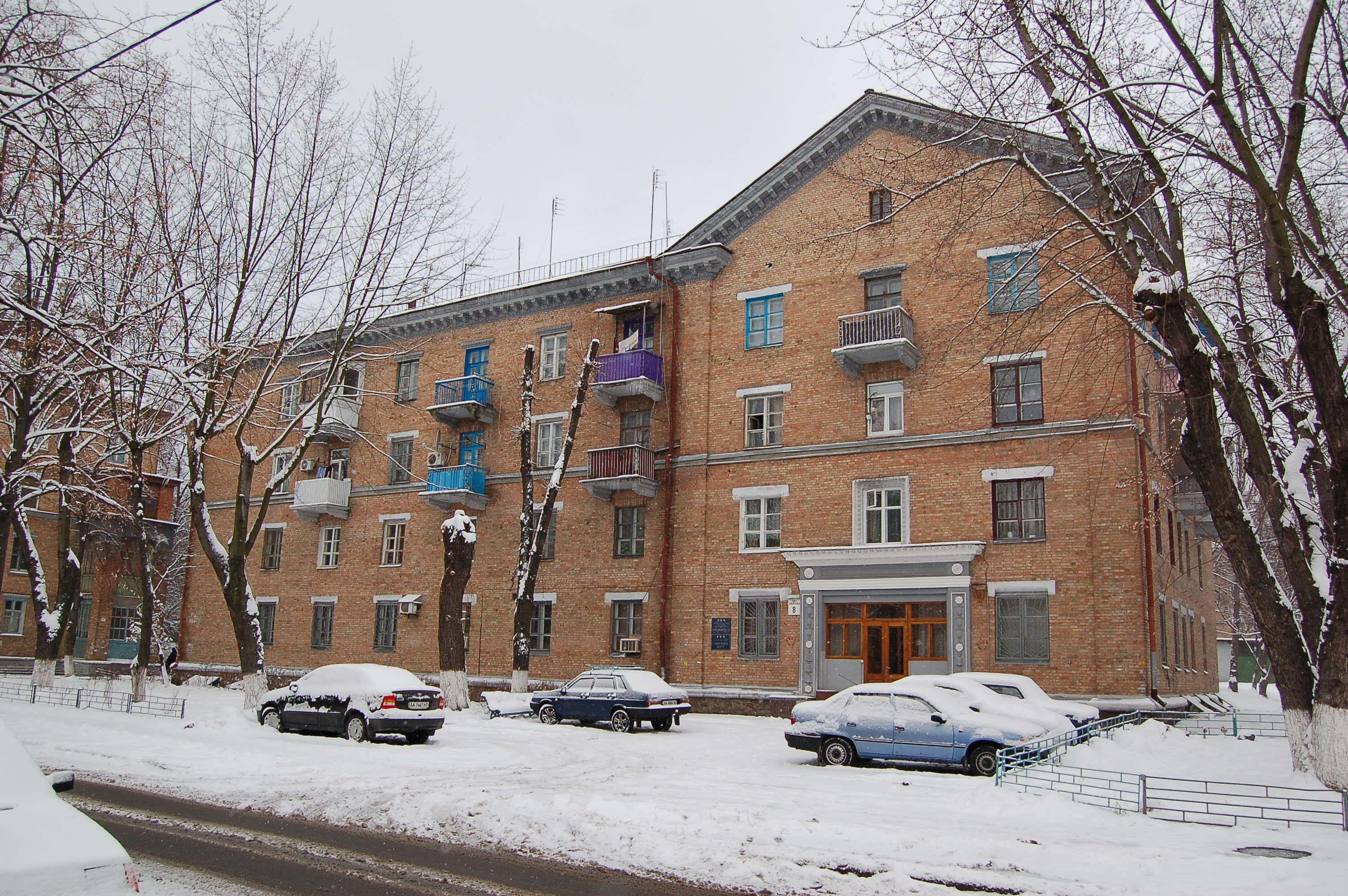
Улица Каблукова
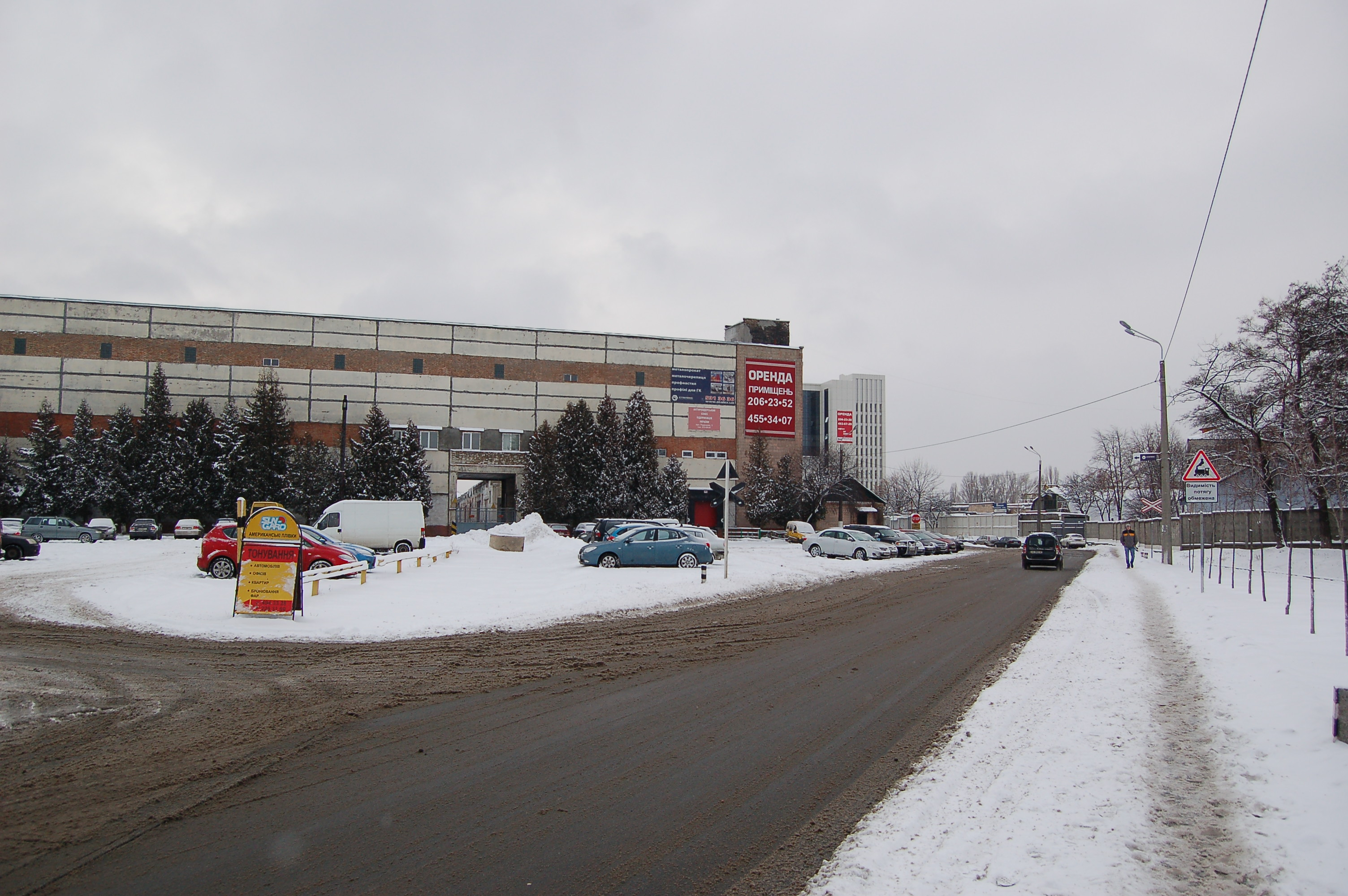
Улица Козелецкая
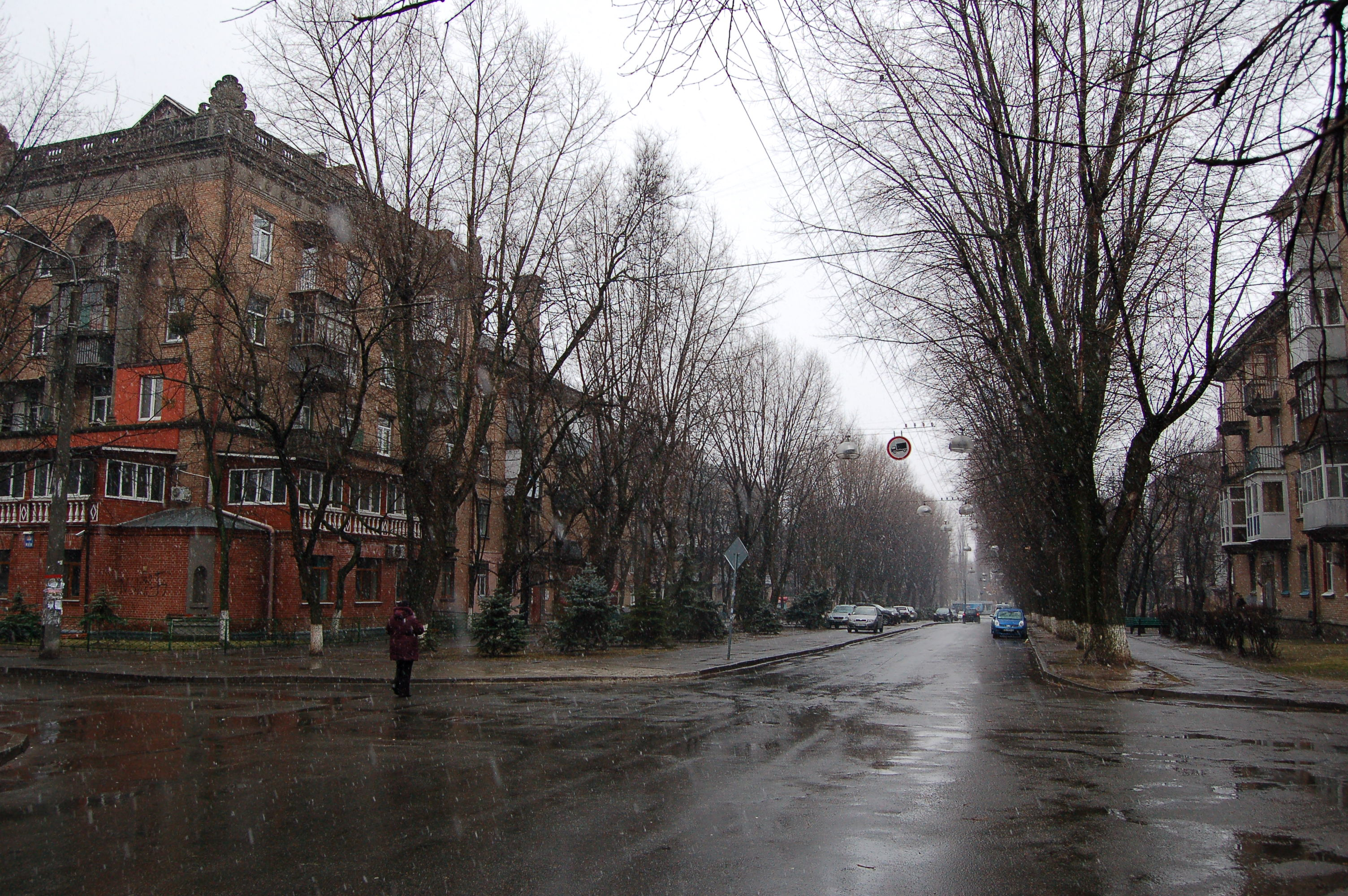
Улица Метростроевская
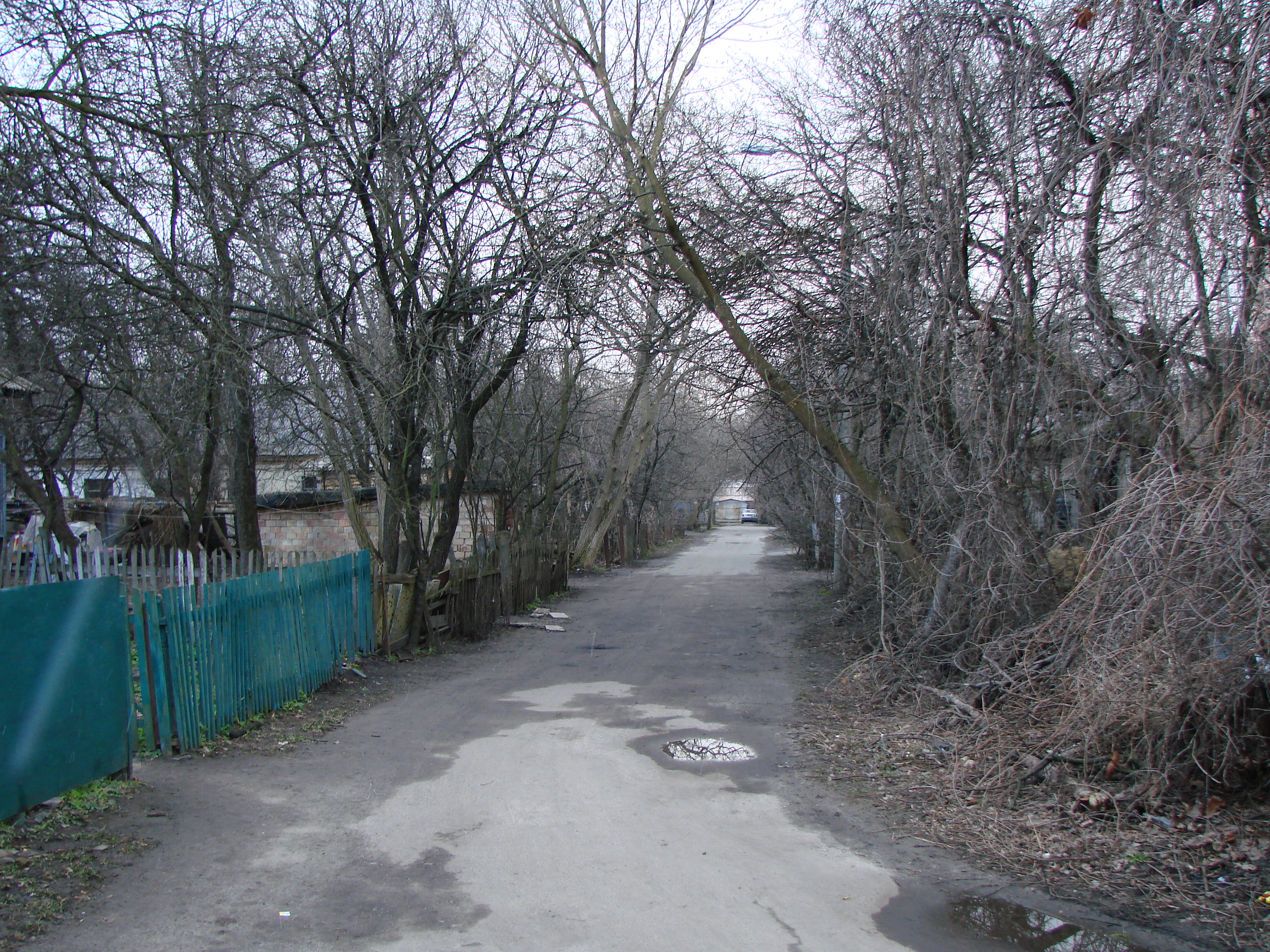
Улица Академика Потебни
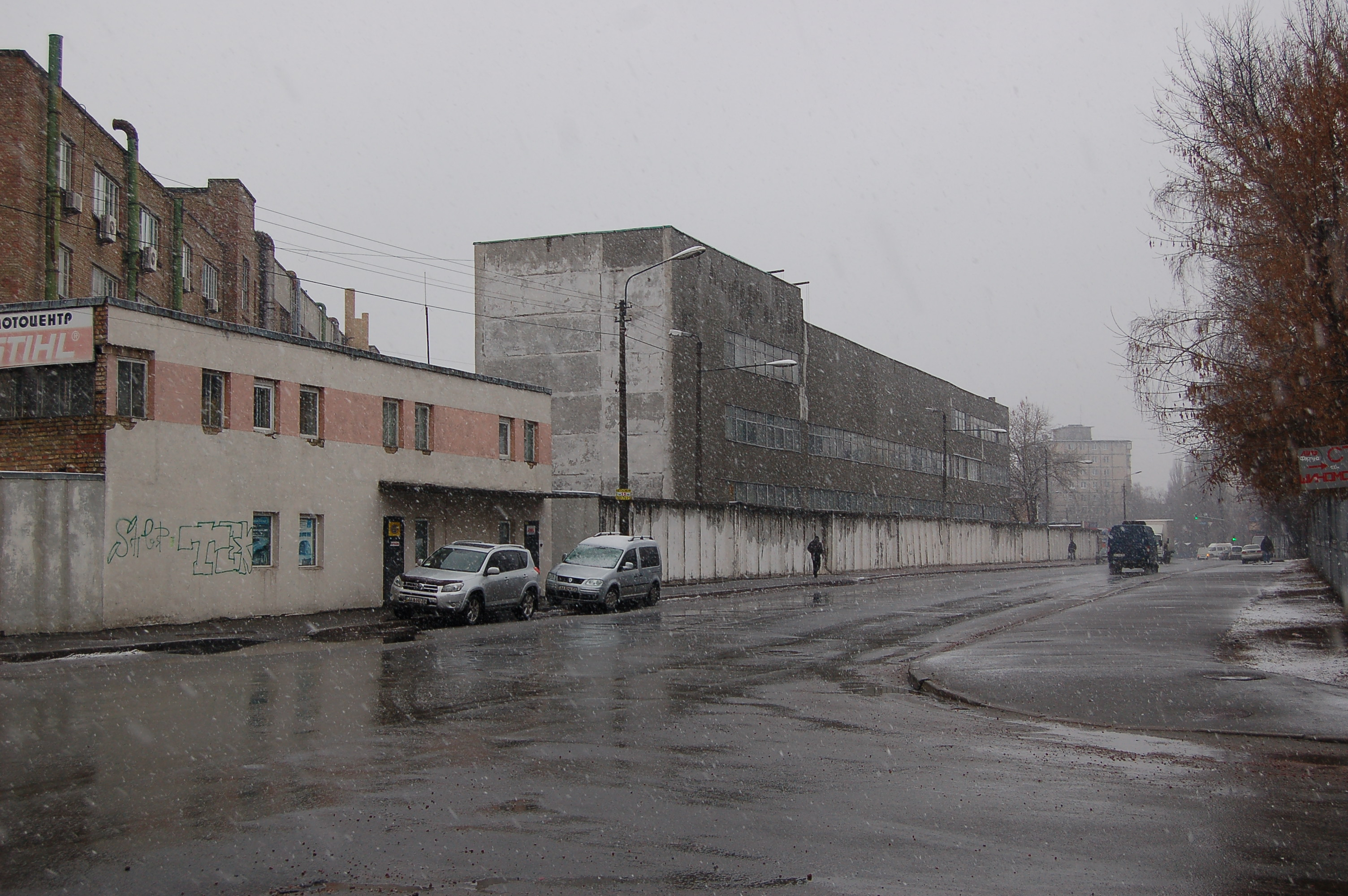
Улица Радищева
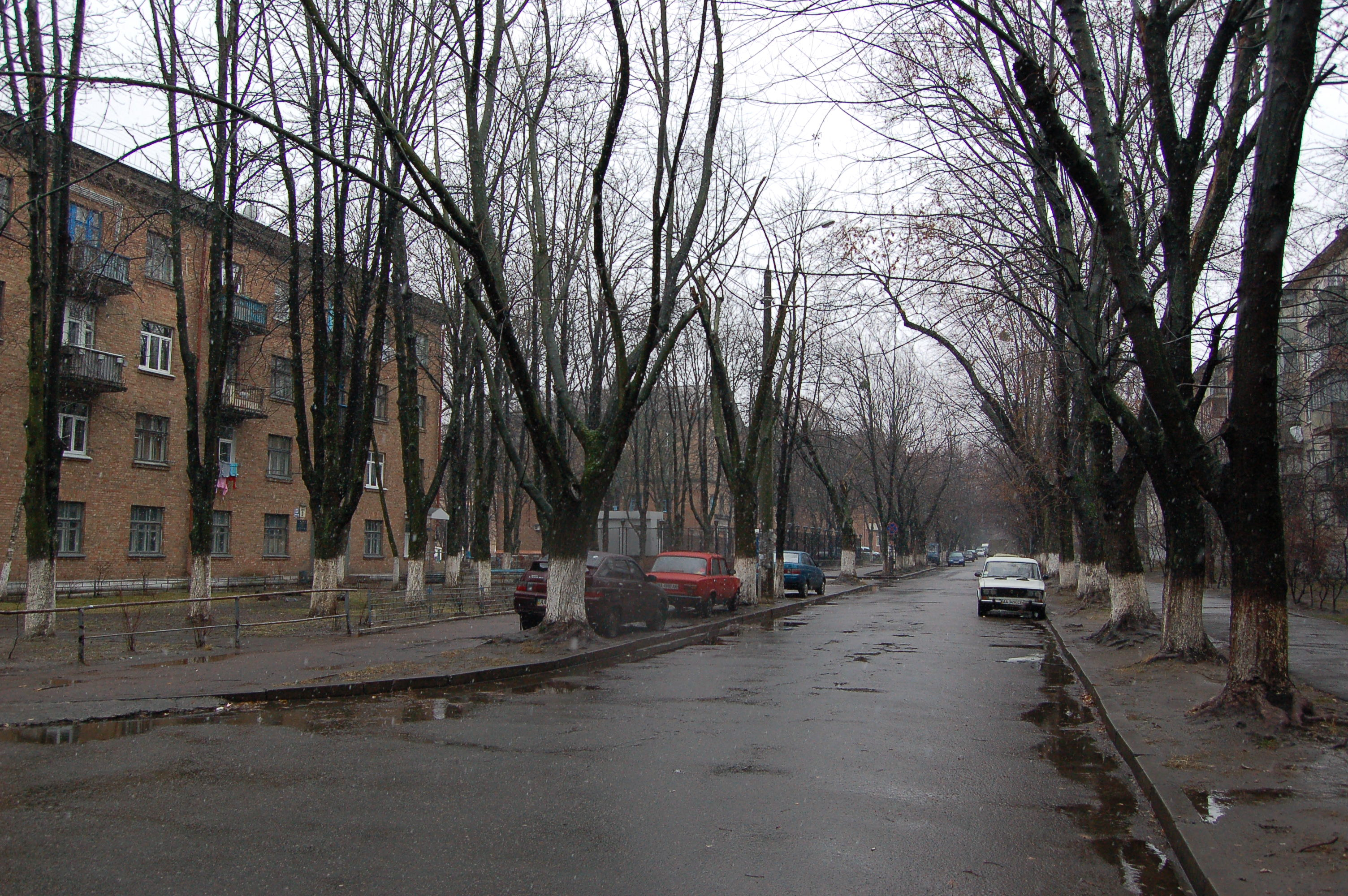
Улица Василия Чумака
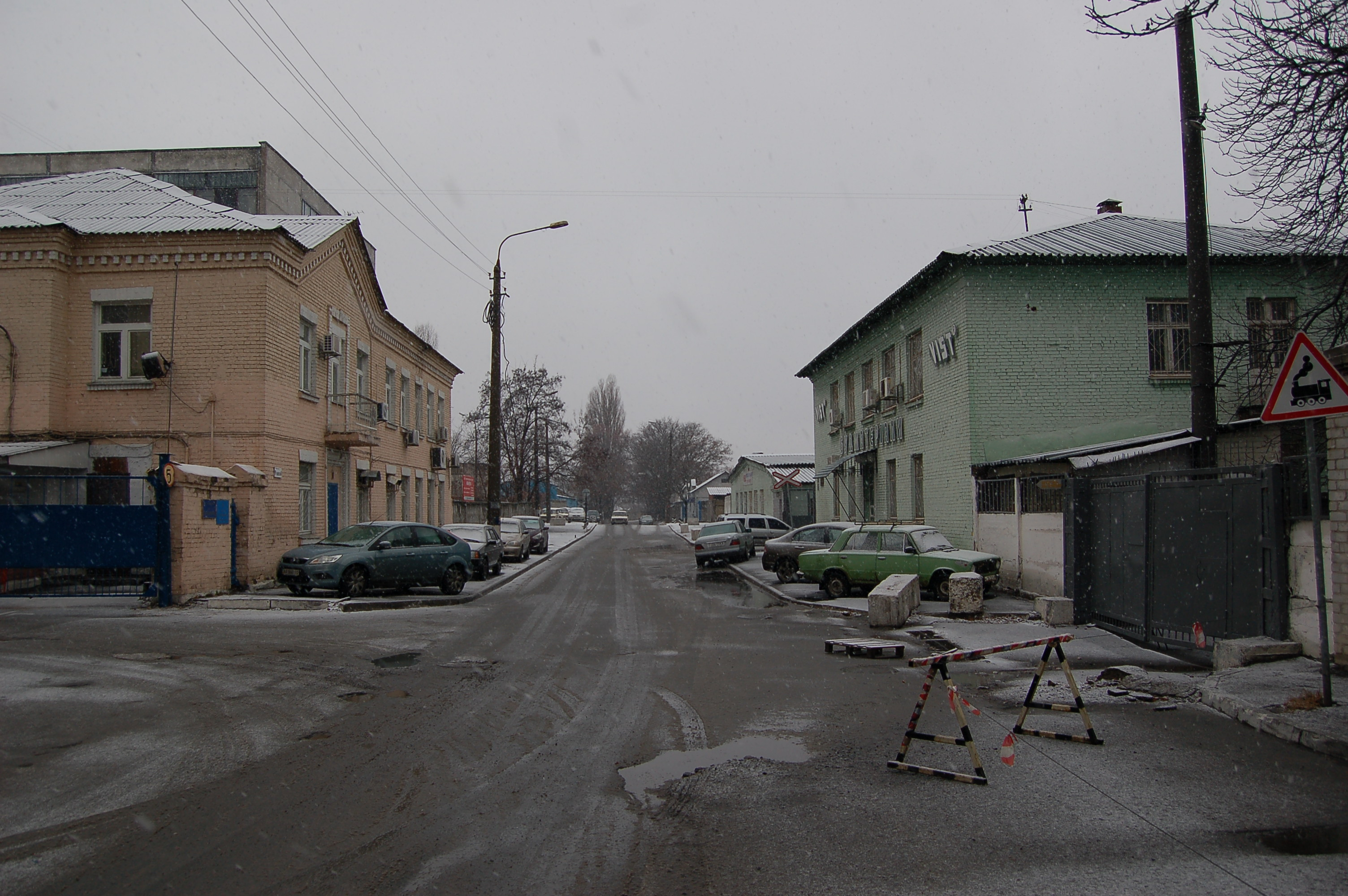
Переулок Радищева
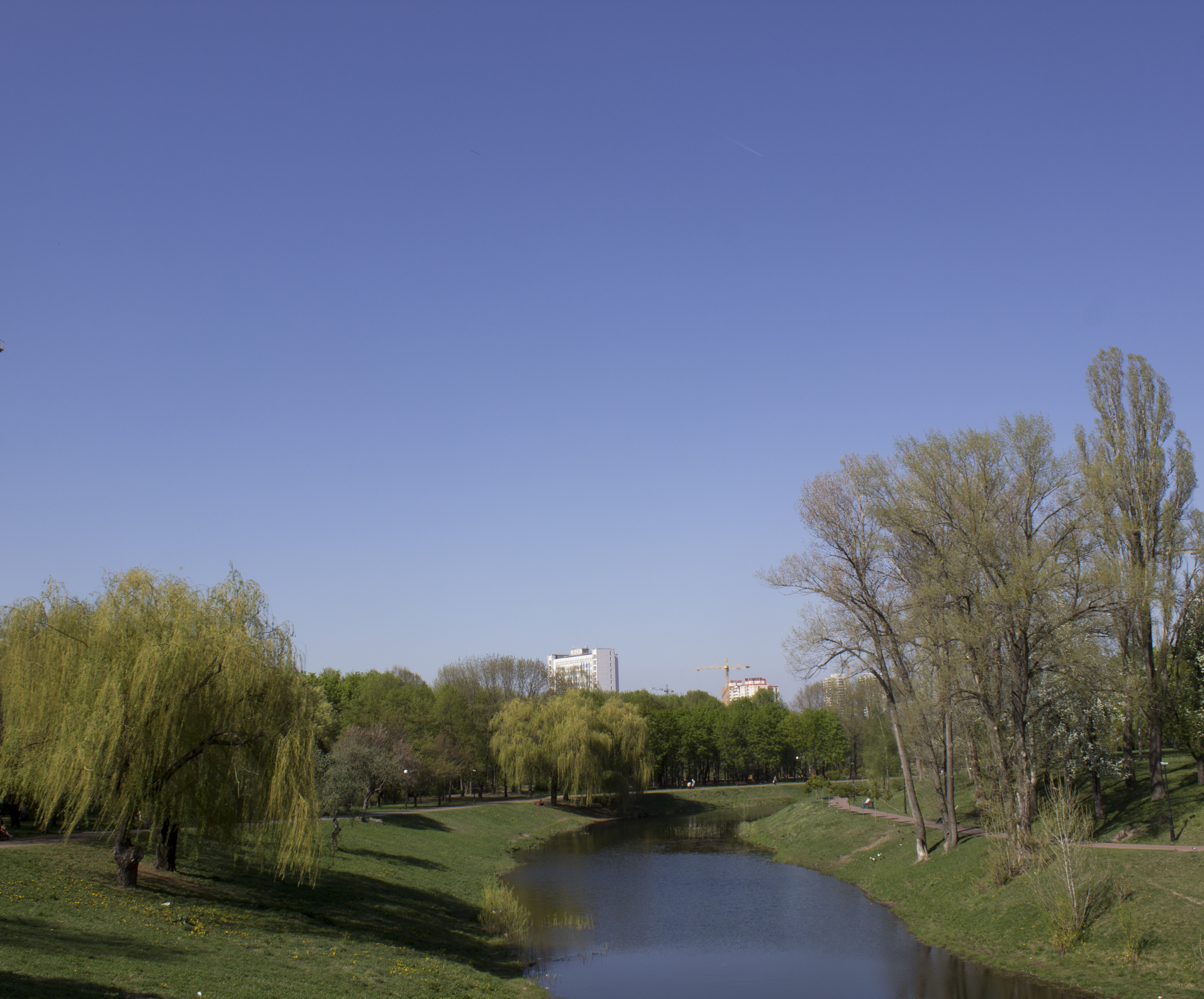
Пруд и начало ручья Отрадный в парке «Отрадный».
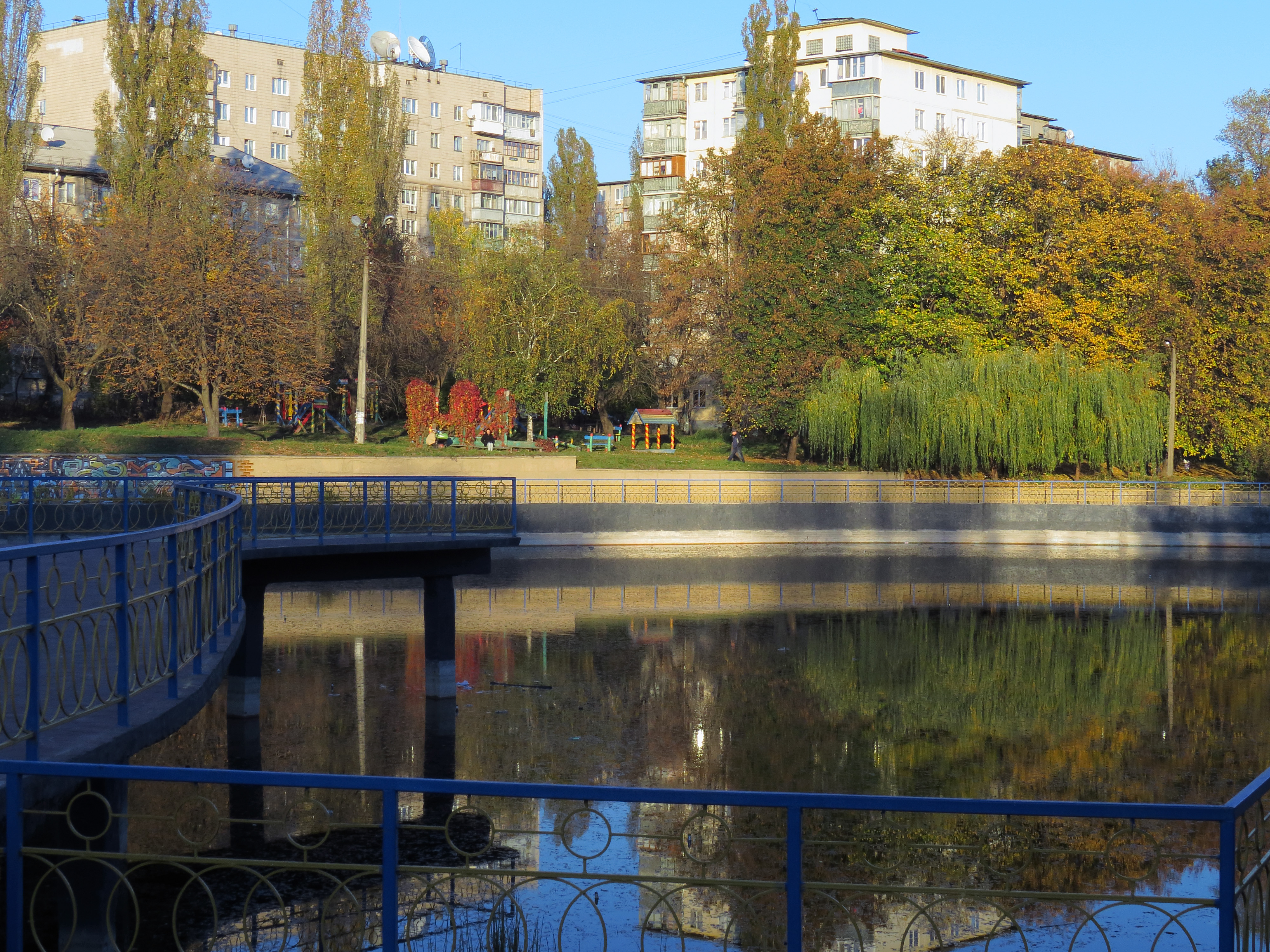
Пруд в парке «Орлёнок».